# Marco Polo
Marco Polo (Venezia, 15 settembre 1254 – Venezia, 8 gennaio 1324) è stato un viaggiatore, scrittore, ambasciatore e mercante italiano, cittadino della Repubblica di Venezia.
La descrizione dei suoi viaggi in Estremo Oriente è raccolta nell'opera letteraria Il Milione, una vera e propria enciclopedia geografica che riunisce le conoscenze essenziali sull'Asia in Europa alla fine del XIII secolo.
Membro del patriziato veneziano, viaggiò con il padre Niccolò e lo zio paterno Matteo attraverso l'Asia lungo la Via della seta fino alla Cina, allora Catai, dal 1271 al 1295. Consigliere e ambasciatore alla corte del Gran Khan Kubilai, tornò a Venezia nel 1295 con una discreta fortuna che investì nell'impresa commerciale di famiglia. Prigioniero dei genovesi dal 1296 al 1299, dettò le memorie dei suoi viaggi a Rustichello da Pisa, prigioniero pisano che con altri prigionieri letterati aveva fondato uno "scriptorium", che le scrisse in lingua franco-veneta con il titolo Devisiment dou monde. Ormai ricco e famoso, sposò la patrizia Donata Badoer, dalla quale ebbe tre figlie: Fantina, Belella e Moreta. Aveva anche un'altra figlia, Agnese, nata prima del suo matrimonio con Donata e probabilmente illegittima. Morì nel 1324 e fu sepolto nella chiesa di San Lorenzo a Venezia. Durante la ricostruzione alla fine del XVI secolo, i suoi resti andarono perduti.
Sebbene non sia stato il primo europeo a raggiungere la Cina, fu il primo a redigere un dettagliato resoconto del viaggio, Il Milione, che fu ispirazione per generazioni di viaggiatori europei, come Cristoforo Colombo, e fornì spunti e materiali alla cartografia occidentale, in primis al mappamondo di Fra Mauro.

## Biografia

### Origine del soprannome "Milione"

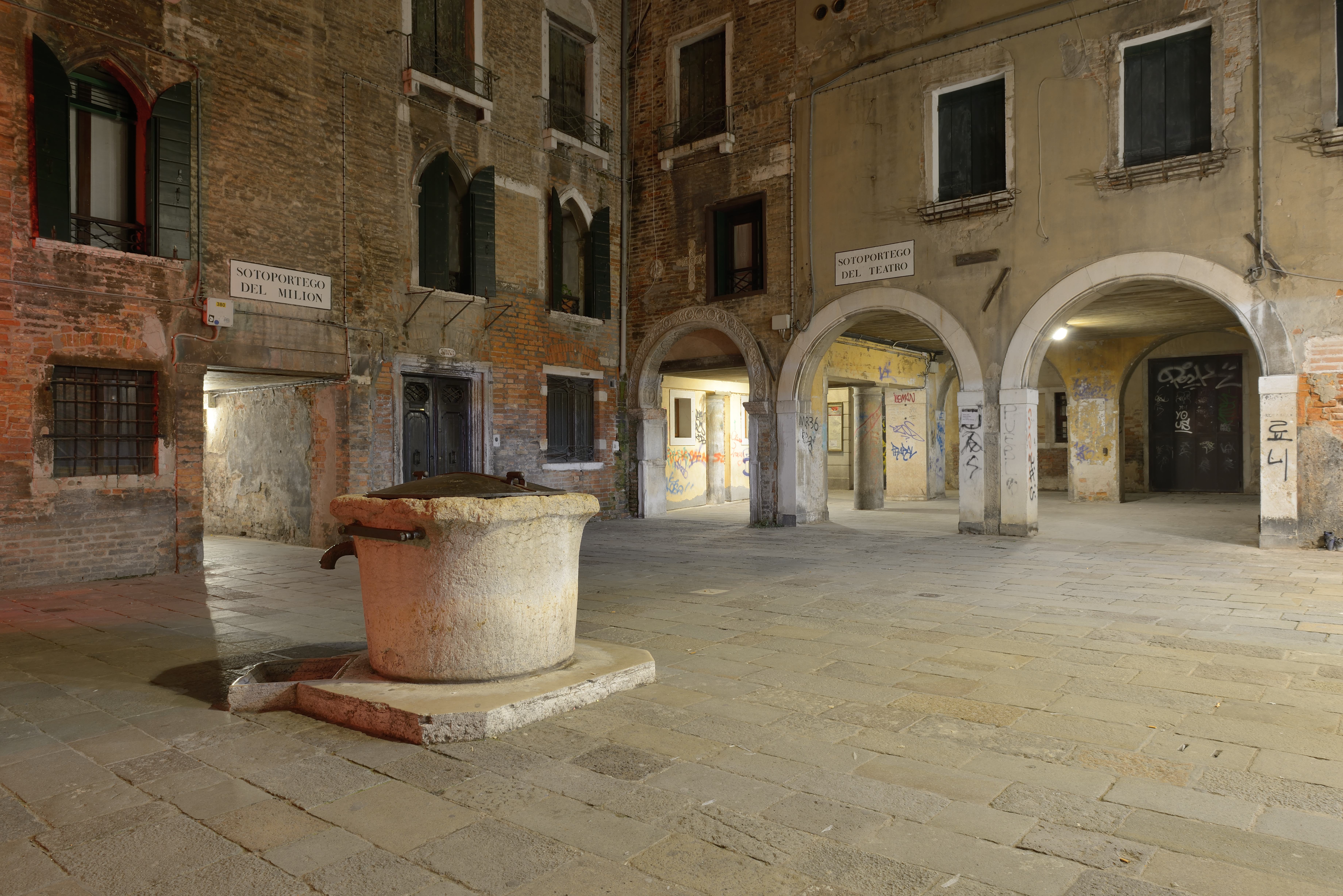
Corte Seconda del Milion a Venezia

Marco Polo è menzionato negli Archivi della Repubblica di Venezia come Marco Paulo de confinio Sancti Iohannis Grisostomi, cioè Marco Polo della contrada di San Giovanni Grisostomo.
Il titolo dell'opera Il libro di Marco Polo detto il Milione, però, era ambiguo: secondo alcuni studiosi "Il Milione" non era il soprannome del libro, bensì dello stesso Marco Polo.
Infatti l'umanista del XV secolo Ramusio scrive che:
Il letterato del XIX secolo Luigi Foscolo Benedetto, «persuaso che 'Milione' sia il nomiglio dell'autore», lo considera un'apocope del diminutivo "Emilione". Fra Iacopo da Acqui parla di "dominus Marcus Venetus (…) qui dictus est Milionus". «In ogni caso, il nomigliolo ricorre negli atti pubblici della Repubblica; dove invero, almeno una volta, viene impiegato anche per il padre di Marco.» Non è chiaro se tutti i membri della famiglia Polo del ramo detto Milion appartenessero al patriziato veneziano, certamente lo furono i mercanti Marco "il vecchio", i suoi fratelli e i suoi discendenti.
La corte seconda del Milion a Venezia si trova accanto alla casa di Niccolò e Matteo Polo, su cui è stato costruito poi l'attuale Teatro Malibran.

### Ascendenza

Stemma della famiglia Polo

Il primo avo di cui si abbia notizia è l'omonimo prozio, che prese del denaro in prestito e comandò una nave a Costantinopoli. Il nonno di Marco, Andrea, abitava in contrada San Felice ed ebbe tre figli: Marco "il Vecchio", Matteo e Niccolò, padre di Marco.
Nel 1260, Niccolò e Matteo, a quel tempo in affari a Costantinopoli (allora parte dell'Impero latino d'Oriente e controllata dai veneziani), cambiarono i loro averi in gemme e partirono per un viaggio attraverso l'Asia. Passando per Bukhara e il Turkestan cinese, raggiunsero la Cina, arrivando alla corte del neo-nominato Khagan (imperatore mongolo) Kublai Khan (regno 1260-1294). L'azzardo dei fratelli Polo fu per loro provvidenziale: nel 1261, infatti, Michele VIII Paleologo riconquistò Costantinopoli, rifondando l'Impero bizantino, ed epurò la città dai Veneziani. Niccolò e Matteo ripartirono per l'Occidente nel 1266, arrivando a Roma nel 1269 con un'ambasciata del Gran Khan, che richiedeva al Papa missionari per la Mongolia.
|         |         | | |         |         |                                     |                                     |        |                                                                |                                                                     |                                                                     |                                                    |                                                                 |                                                                 |                            |                            |
|         |         | | |         | POLO    |                                     |                                     |        |                                                                |                                                                     |                                                                     |                                                    |                                                                 |                                                                 |                            |                            |
|         |         | | |         |         |                                     |                                     |        |                                                                |                                                                     |                                                                     |                                                    |                                                                 |                                                                 |                            |                            |
|         |         | | |         |         |                                     |                                     |        |                                                                |                                                                     |                                                                     |                                                    |                                                                 |                                                                 |                            |                            |
|         |         | | | Marco   | Marco   | Andrea della contrada di San Felice | Andrea della contrada di San Felice |        |                                                                |                                                                     |                                                                     |                                                    |                                                                 |                                                                 |                            |                            |
|         |         | | |         |         |                                     |                                     |        |                                                                |                                                                     |                                                                     |                                                    |                                                                 |                                                                 |                            |                            |
|         |         | | |         |         |                                     |                                     |        |                                                                |                                                                     |                                                                     |                                                    |                                                                 |                                                                 |                            |                            |
|         |         | Marco (il Vecchio) abitante in Costantinopoli, avente casa in Soldachia ed in Venezia nella contrada di S. Severo | Marco (il Vecchio) abitante in Costantinopoli, avente casa in Soldachia ed in Venezia nella contrada di S. Severo |         |         |                                     |                                     |        | Niccolò della contrada di S. Giovanni Crisostomo. Viaggiatore. | Niccolò della contrada di S. Giovanni Crisostomo. Viaggiatore.      | Matteo Viaggiatore                                                  | Matteo Viaggiatore                                 |                                                                 |                                                                 |                            |                            |
|         |         | | |         |         |                                     |                                     |        |                                                                |                                                                     |                                                                     |                                                    |                                                                 |                                                                 |                            |                            |
|         |         | | |         |         |                                     |                                     |        |                                                                |                                                                     |                                                                     |                                                    |                                                                 |                                                                 |                            |                            |
| Antonio | Antonio | Nicolò | Nicolò | Marocca | Marocca | Stefano                             | Stefano                             | Matteo | Matteo                                                         | Giovanni di S. Giovanni Crisostomo. Sp. Catterina Secreto di Nicolò | Giovanni di S. Giovanni Crisostomo. Sp. Catterina Secreto di Nicolò |                                                    | Marco da S. Giovanni Crisostomo. Viaggiatore. Sp. Donata Badoer | Marco da S. Giovanni Crisostomo. Viaggiatore. Sp. Donata Badoer |                            |                            |
|         |         | | |         |         |                                     |                                     |        |                                                                |                                                                     |                                                                     |                                                    |                                                                 |                                                                 |                            |                            |
|         |         | | |         |         |                                     |                                     |        |                                                                |                                                                     |                                                                     |                                                    |                                                                 |                                                                 |                            |                            |
|         |         | | |         |         |                                     | Pasqua                              | Pasqua | Fiordalisa                                                     | Fiordalisa                                                          | Moretta sp1. Ranuzzo Dolfin sp2. Tommaso Gradenigo                  | Moretta sp1. Ranuzzo Dolfin sp2. Tommaso Gradenigo | Bellela sp. Bertuccio Querini                                   | Bellela sp. Bertuccio Querini                                   | Fantina sp. Marco Bragadin | Fantina sp. Marco Bragadin |

### Infanzia
Nulla si sa della sua infanzia, tranne che quasi certamente la passò a Venezia. Rimasto orfano di madre (il padre si sarebbe poi risposato con Floradisa Trevisan). Ricevette un'educazione consona al suo status, imparando a navigare, a far di conto (anche con valuta straniera) e a commerciare. Non è chiaro se conoscesse o meno il latino.

### Il viaggio lungo la Via della seta
I fratelli Niccolò e Matteo Polo ripartirono nel 1271 portandosi dietro Marco, «di età variamente indicata da dodici a diciannove anni, secondo le fonti», ma che probabilmente aveva 17 anni.
Durante le prime tappe del viaggio si trattennero alcuni mesi ad Acri e poterono parlare con l'arcidiacono Tedaldo Visconti, futuro papa Gregorio X, che Marco chiama "Tedaldo da Piagenza". I Polo, in quell'occasione, gli avevano espresso il loro rammarico per la lunga mancanza di un papa, poiché nel loro precedente viaggio in Cina avevano ricevuto da Kublai Khan una lettera per il pontefice, ed erano così dovuti ripartire per la Cina delusi. Durante il viaggio, però, ebbero notizia che, dopo ben 33 mesi di vacanza, finalmente il Conclave aveva eletto il nuovo papa e questi altri non era che l'arcidiacono di Acri. I tre dunque si affrettarono a ritornare in Terrasanta, dove il nuovo papa affidò loro lettere per il Gran Khan, invitandolo a mandare suoi emissari a Roma. Per dare maggior peso a questa missione, mandò con i Polo, come suoi legati, due padri domenicani, Guglielmo da Tripoli e Nicola da Piacenza.
Da quanto riportato poi nel suo resoconto di viaggio, Il Milione, i tre Polo seguirono le varie tappe di quella che solo alcuni secoli dopo sarà chiamata la "Via della seta".
A conclusione di questo viaggio, durato tre anni e mezzo, arrivarono infine a Chemeinfu, l'odierna Xanadu, città che il Khagan Kublai stava facendo costruire proprio in quegli anni. Una volta arrivato nel Catai, Marco ottenne i favori di Kubilai Khan, divenendone consigliere e in seguito anche ambasciatore, imparando a conoscere la lingua e i costumi dei tartari:
(Il Milione di Marco Polo, vol. I, p. 6, Baldelli Boni, Firenze, 1827.)
Onorati e investiti di cariche governative, Marco in particolare «per le sue missioni ufficiali si spinse in India, nel Yunnan, nel Tibet, in Birmania, lungo tragitti che ancora oggi presentano difficoltà per nulla lievi, anche prescindendo dalle condizioni politiche.»

### Ritorno a Venezia e prigionia genovese
Marco Polo fece ritorno a Venezia solo 24 anni dopo essere partito, il 9 novembre 1295. Secondo Ramusio, a convincere i parenti, increduli dell'identità dei tre, furono i preziosi nascosti tra gli abiti.
Secondo una diffusa leggenda, il 5 settembre 1298 Marco Polo si trovava su una delle novanta navi veneziane sconfitte dai genovesi nella battaglia di Curzola. Di sicuro fu catturato dai genovesi, anche se non nei pressi di Curzola, come sostenuto da alcuni studiosi influenzati dal Ramusio, ma più probabilmente a Laiazzo in Cilicia, dopo uno scontro navale nel golfo di Alessandretta. Durante la prigionia incontrò Rustichello da Pisa; che fosse "in prigione da quattordici anni o vi venisse come libero frequentatore, fu quasi sicuramente lui a dare forma scritta alle memorie del veneziano" che ebbero rapida fortuna in tutta Europa.
Polo fu finalmente rilasciato dalla prigionia nell'agosto 1299 e ritornò nuovamente a casa a Venezia, dove, nel frattempo, il padre e lo zio avevano acquistato un grande palazzo in contrada San Giovanni Crisostomo (sestiere di Cannaregio), nota come "Corte del Milion", acquisto reso probabilmente possibile con i proventi del commercio e della vendita delle gemme portate dall'Oriente. La Compagnia Polo continuò le sue attività commerciali e Marco divenne presto un ricco commerciante. Marco e lo zio Matteo finanziarono altre spedizioni, ma probabilmente non abbandonarono mai le province veneziane né tornarono sulla Via della seta o in Asia.

### Matrimonio
Nel 1300 sposò la patrizia Donata Badoer, figlia del commerciante Vitale Badoer, dalla quale ebbe tre figlie: Fantina (sposò Marco Bragadin), Belella (sposò Bertuccio Querini) e Moreta.
Il 7 febbraio 2022 un documento d'archivio scoperto da Marcello Bolognari dell'Università Ca' Foscari dimostra l'esistenza di una figlia sconosciuta di nome Agnese, nata prima del matrimonio con Donata Badoer e che alla sua prematura morte, nel suo testamento redatto il 7 luglio 1319, fa riferimento al padre Marco Polo affidandogli il compito di far pervenire le sue ultime volontà principalmente al marito Nicolò detto Nicoletto, ed ai figli Barbarella, Papon e Franceschino.

### Testimonianze

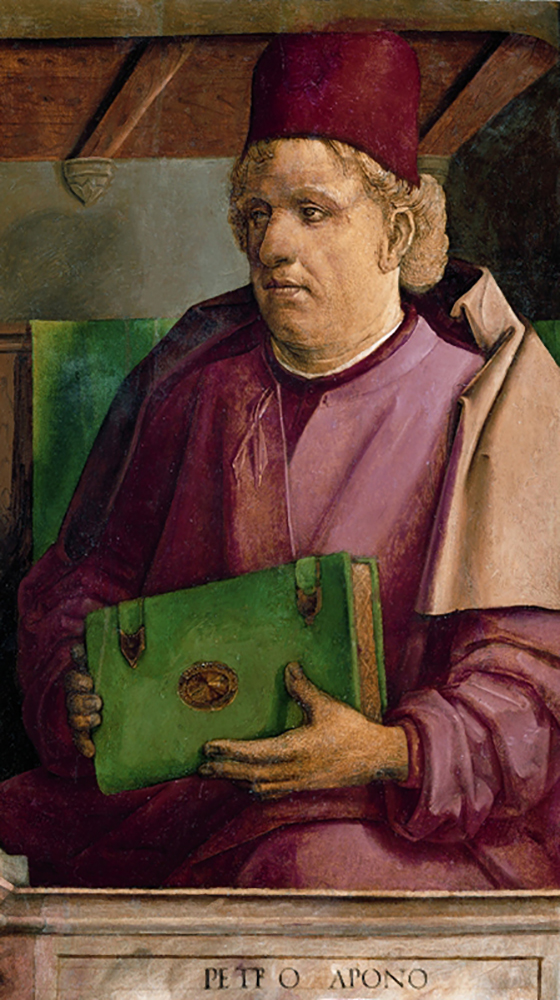
Pietro d'Abano, filosofo e astronomo padovano

Pietro d'Abano, filosofo, medico e astrologo padovano, riferisce di avere parlato con Marco Polo di quello che aveva osservato nella volta celeste durante i suoi viaggi. Marco raccontò che, durante il suo viaggio di ritorno nel Mar Cinese Meridionale, aveva avvistato quella che descrive in un disegno come una stella "a forma di sacco" (ut sacco) con una grande coda (magna habet caudam). Pietro d'Abano interpretò questa informazione come una conferma che nell'emisfero sud si potesse osservare una stella analoga alla stella polare, ma si trattava con ogni probabilità di una cometa.
Gli astronomi sono concordi nell'affermare che non ci furono comete avvistate in Europa alla fine del 1200, ma ci sono testimonianze che una cometa venne avvistata in Cina e in Indonesia nel 1293. Questa circostanza non compare nel Milione. Pietro D'Abano conservò il disegno nel suo volume Conciliator Differentiarum, quæ inter Philosophos et Medicos Versantur. Sempre nello stesso documento, si riporta la descrizione di un animale di grossa stazza con un corno sul muso, identificato oggi con il rinoceronte di Sumatra; Pietro d'Abano non riferisce un nome particolare assegnato da Marco a questo animale; si pensa invece che fu Rustichello a identificarlo con l'unicorno nel Milione.
Mentre Pietro d'Abano era entusiasta delle parole di Marco Polo, che apparentemente confermavano le sue teorie, il racconto del viaggio di Marco Polo non venne sempre accolto con favore, ma suscitò anche molta incredulità. Il frate domenicano Francesco Pipino, autore della prima traduzione latina fra il 1302 e il 1314, si sentì evidentemente in dovere di affermare che il racconto era degno di fede: 
(Rinaldo Fulin)
La stessa cosa fece il frate Jacopo d'Acqui
(Rinaldo Fulin)
Il suo rapporto molto stretto con i frati domenicani ha fatto supporre che essi
(Antonio Montefusco)
Nel 1305 Marco Polo viene menzionato in un documento veneziano, tra i capitani di mare locali, in merito al pagamento delle tasse. I dati relativi a questo periodo sono comunque oscuri: non è chiara la relazione tra Marco e un omonimo coinvolto nei moti anti-aristocratici del 1300, data in cui rischiò la pena capitale, e del 1310 (la congiura del Tiepolo alla quale parteciparono effettivamente dei Polo, ma di un ramo secondario: Jacobello e Francesco).
Nel 1307 Carlo di Valois, fratello minore del re di Francia Filippo il Bello è di passaggio a Venezia. Quando Carlo gli chiede una copia del suo libro, Marco Polo gli offre la "prima copia", consegnandola a Théobald de Cepoy, un nobile al suo servizio.
Nel 1309-1310 Marco partecipò alla spartizione dei beni del defunto zio Matteo. Nel 1319 entrò in possesso di alcune tenute del padre defunto e nel 1321 acquistò parte della proprietà di famiglia della moglie Donata. Nel 1323 figura come testimone per l’accettazione di alcuni lasciti testamentari di Giovanni dalle Boccole da parte dei frati domenicani del convento veneziano dei SS. Giovanni e Paolo.

### Morte

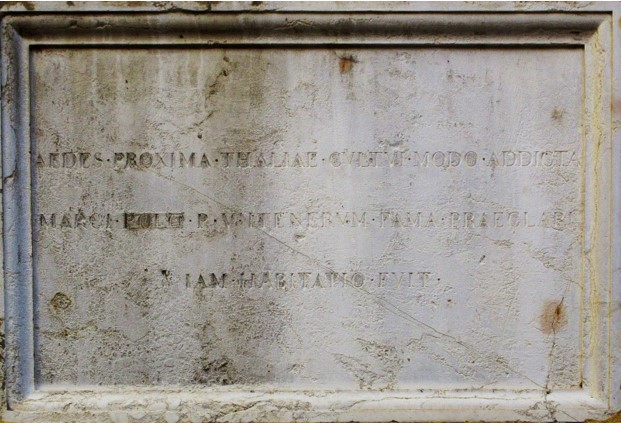
Casa di Marco Polo a Venezia in calle de l'Ufizio de la seda, Cannaregio. AEDES PROXIMA THALIAE CULTUI MODO ADDICTA / MARCI POLO P V ITENERUM FAMA PRAECLARI / IAM HABITATIO FUIT ("Il vicino tempio del culto di Talia / fu già abitazione / di Marco Polo P. V. illustrissimo per la fama dei suoi viaggi").

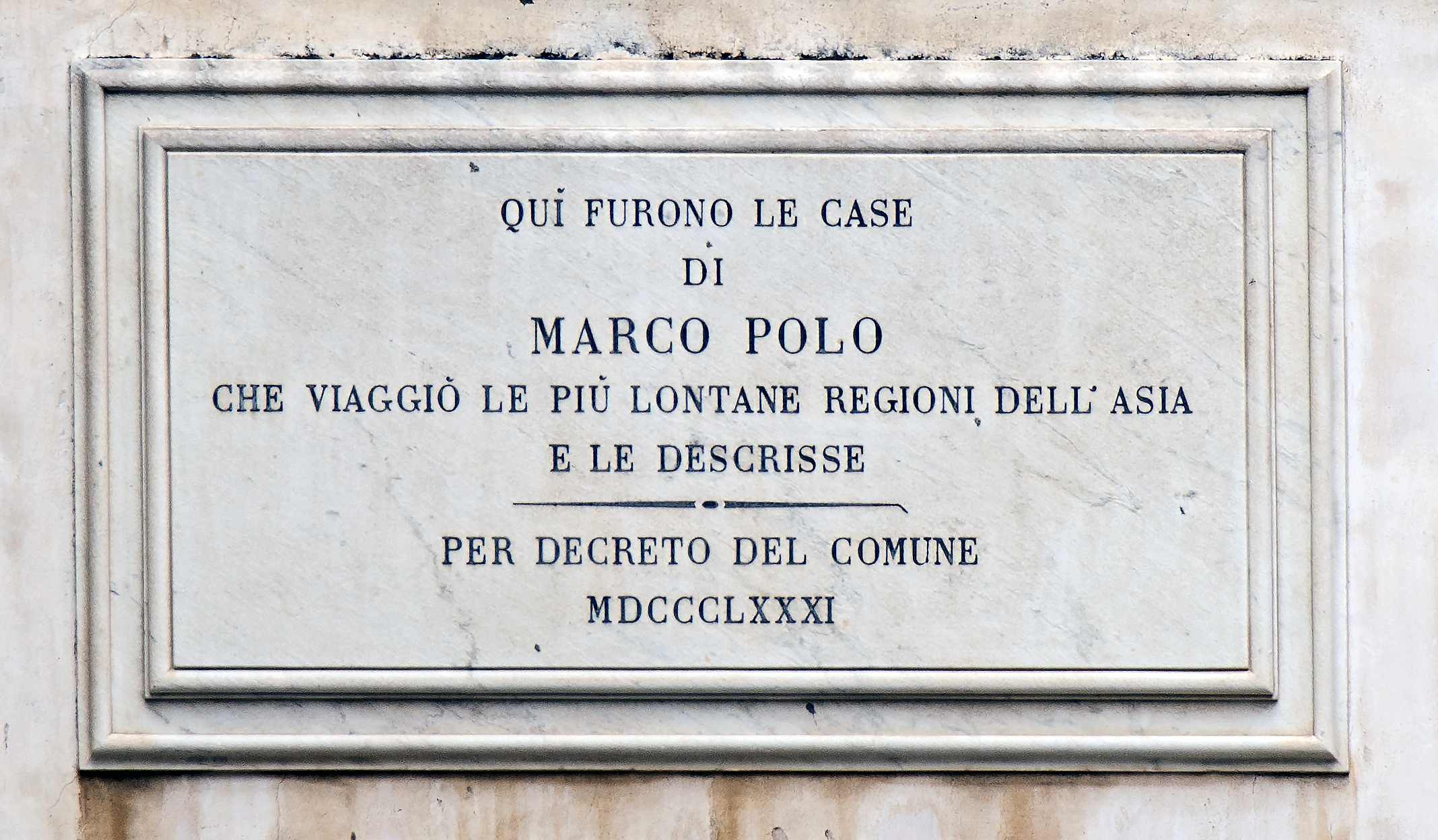
Targa commemorativa della casa di Marco Polo sulla facciata posteriore del Teatro Malibran

Nel 1323 era malato e inabilitato a muoversi dal letto. L'8 gennaio 1324, in punto di morte, dettò le sue ultime volontà al sacerdote Giovanni Giustiniani di San Procolo, convocato dalle donne di casa. Marco divise i suoi averi tra la famiglia, diversi istituti religiosi (tra cui la chiesa di San Procolo e la chiesa di San Lorenzo presso la quale sarebbe stato sepolto) nonché gilde e confraternite a cui apparteneva. Tra le altre cose, compensò con 200 soldi il notaio Giustiniani e affrancò e dotò di 100 lire veneziane un servo tartaro che si era portato dall'Asia, tale Pietro. La data della morte non è certa: la Biblioteca Marciana, presso la quale è conservato il suo testamento (non firmato autografo dall'interessato, ma semplicemente confermato dai testimoni in accordo alla prassi del signum manus), data al 9 giugno il documento e post 9 giugno il decesso; secondo alcuni, invece, morì il giorno stesso in cui il testamento fu redatto.
Le spoglie andarono perdute durante la ricostruzione della chiesa di San Lorenzo alla fine del XVI secolo.
La casa dei Polo andò distrutta durante un incendio nel 1598. Al suo posto, circa un secolo dopo, fu costruito il Teatro San Giovanni Grisostomo, noto oggi come Teatro Malibran. Gli scavi archeologici condotti nel 1998 dalla soprintendenza ai Beni archeologici del Veneto hanno riportato alla luce diversi materiali, fra cui un eccezionale reperto di vetro viola di Murano.

## Il Milione

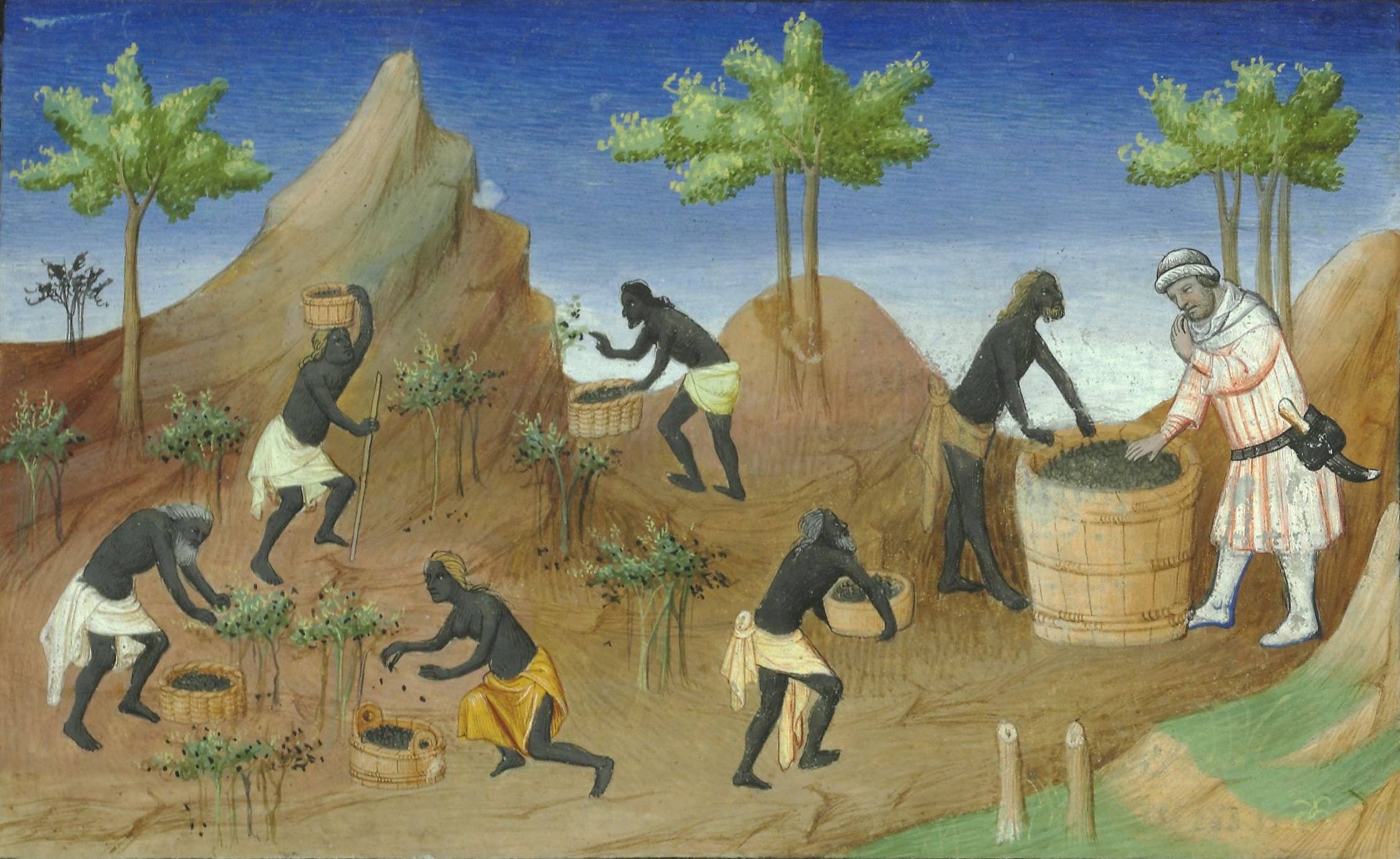
Livre des merveilles (BNF Fr2810)
fr. 2810, Tav. 84r "Qui hae sì gran caldo che a pena vi si puote sofferire (…). Questa gente sono tutti neri, maschi e femmine, e vanno tutti ignudi, se non se tanto ch'egliono ricuoprono loro natura con un panno molto bianco. Costoro non hanno per peccato veruna lussuria".

Più volte trascritto e tradotto, sono almeno centocinquanta i manoscritti documentati prima della diffusione della stampa e in seguito le edizioni non si contano.
Codici del Milione sono conservati in tutto il mondo.
Celebre per le squisite miniature è il 2810 Libro delle meraviglie, conservato alla Biblioteca nazionale di Francia. L'esemplare in latino all'Alcázar di Siviglia esibisce le presunte postille di Cristoforo Colombo.
La fortuna del testo negli ambienti scientifici ebbe inizio nel XV secolo.
Il testo traccia dettagliatamente l'itinerario che i tre Polo seguirono attraverso la Via della seta. Procedettero verso l'interno del continente eurasiatico, attraversando l'Anatolia e l'Armenia. Scesero quindi verso il fiume Tigri, toccando probabilmente Mosul e Baghdad.
Dopo avere attraversato la città di Tabriz in Iran e poi la città di Yazd in Persia, giunsero fino al porto di Ormuz, forse con l'intenzione di proseguire il viaggio via mare. Continuarono invece a seguire la via terrestre entrando nel Dasht-e Lut, per giungere poi nel Khorasan. In questa regione entrarono in contatto con la setta islamica degli "ismailiyyah", seguaci di Ḥasan-i Ṣabbāḥ, che Marco chiama il Veglio della Montagna.
Nell'odierno Afghanistan descrive la città di Supunga, identificata come l'attuale Sheberghan, poi Tahican, forse l'attuale Taloqan, poi Balkh e il "Balasciam" (Badakhshan). Attraversarono il Kashmir, quindi il Wakhan; superando con questo il Pamir, si diressero verso Samarcanda in Uzbekistan ed entrarono nella "Gran Turchia" (Turkestan). Discesero quindi verso il bacino del Tarim e giunsero nel Tangut, ai confini con il Catai.
Qui arrivarono nella provincia di "Chingitalas", dove assistettero alla lavorazione di materiale ignifugo. Arrivarono quindi a Zhangye, poi a Caracorum. Quindi proseguirono lungo la parte settentrionale dell'ansa del Fiume Giallo e raggiunsero Xanadu, città che il Gran Khan Kubilai aveva fondato da poco.

## Controversie

### Luogo di nascita

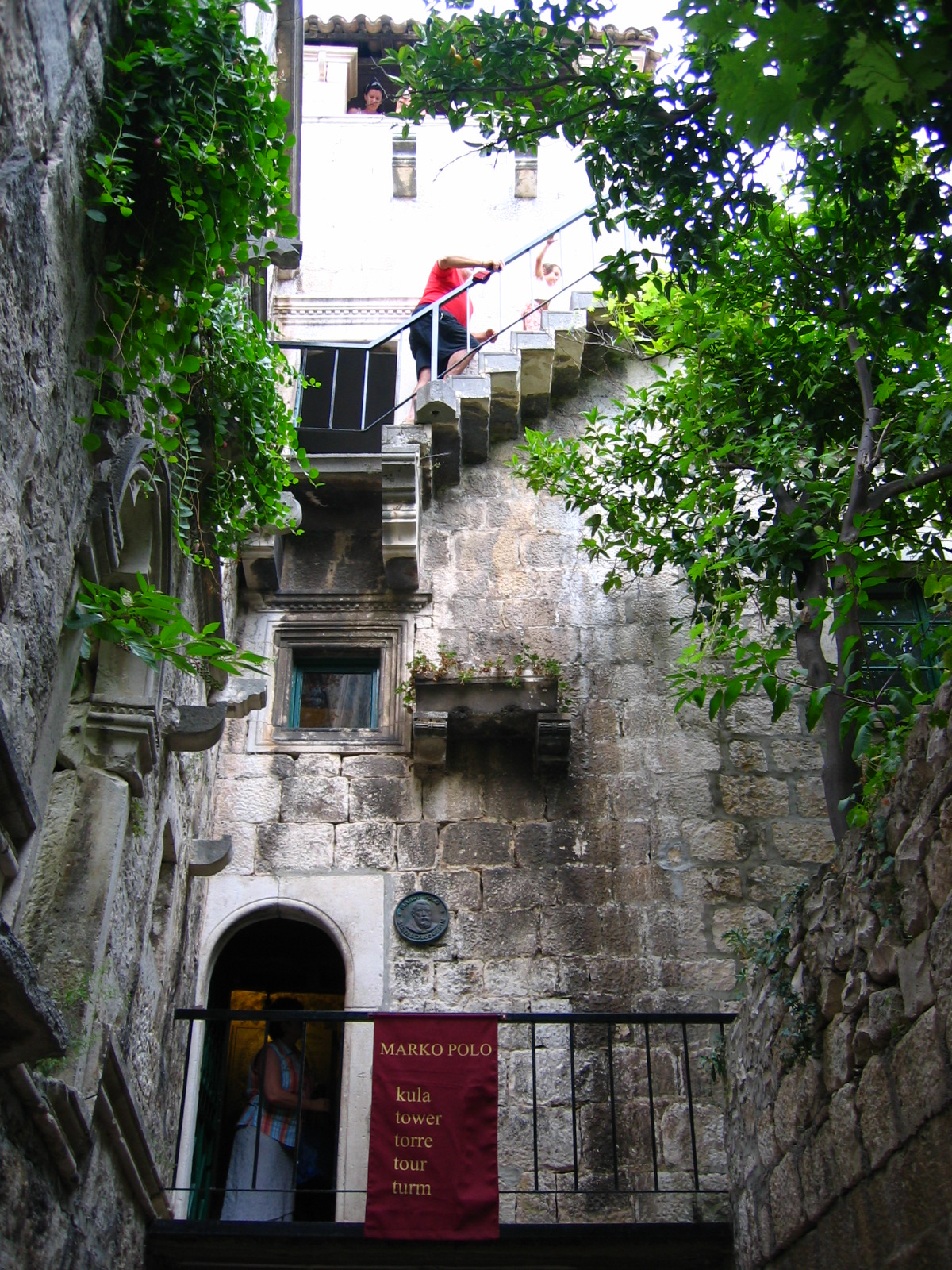
La cosiddetta "casa di Marco Polo" a Curzola, è una delle principali attrazioni turistiche dell'isola. Si tratta in realtà di un noto falso storico, in quanto fu costruita due secoli dopo la sua morte.

L'isola di Curzola (oggi in Croazia, ma all'epoca possedimento della Serenissima) è a volte indicata come luogo di nascita di Marco Polo. L'affermazione è basata su di una leggenda che appare per la prima volta nel 1856, in un'opera dello storico dalmata Simeone Gliubich. Non solo non esistono degli adeguati studi storici che abbiano comprovato tale tesi (la quale risulta quindi priva di fondamento), ma nel 2013 uno studio scientifico ha analizzato l'affermazione e ne ha respinto l'autenticità, descrivendola come un caso di tradizione inventata e affermando che essa «può essere vista come una falsificazione pura, o anche come un furto di patrimonio culturale».
Tale rivendicazione risale al tempo in cui la Croazia faceva parte dell'Impero Asburgico ma è stata sostenuta anche di recente per la sua efficacia nel pubblicizzare l'isola di Curzola come località turistica. Dal 1996, si tiene ogni estate a Curzola, il Marko Polo Fest, festival musicale ed enologico, che intende celebrare il famoso "curzolano". L'Ente Nazionale del Turismo Croato, dal 2008 pubblicizza la Croazia come "Patria di Marco Polo". Nel 2011, l'ex presidente croato Stipe Mesić ha inaugurato un museo dedicato a "Marko Polo" nella città cinese di Yangzhou.

### Origine della famiglia
Viene spesso citata una possibile origine dalmata della famiglia Polo, più precisamente da Sebenico. Questa tesi è stata proposta dal genealogista cinquecentesco Marco Barbaro, ma, come evidenziato dallo storico veneziano Alvise Zorzi, è infondata: la famiglia Polo era infatti presente a Venezia fin dall’anno 971.

### Il viaggio in Cina
Gli scettici si sono a lungo chiesti se Marco Polo abbia scritto il suo libro sulla base di dicerie e hanno argomentato il loro scetticismo sulla base di alcune omissioni su pratiche e strutture degne di nota della Cina, così come la mancanza di dettagli su alcuni luoghi importanti. Per esempio, mentre Polo descrive la carta moneta e la combustione del carbone, non menziona la Grande Muraglia. Questa omissione è stata notata per la prima volta a metà del XVII secolo, e a metà del XVIII secolo è stato suggerito che potrebbe non aver mai raggiunto la Cina. Più tardi, studiosi come John W. Haeger hanno sostenuto che Marco Polo potrebbe non aver visitato la Cina meridionale a causa della mancanza di dettagli nella sua descrizione delle città cinesi meridionali rispetto a quelle settentrionali, mentre il tedesco Herbert Franke ha ipotizzato che Marco Polo potesse non essere stato in Cina affatto e si è chiesto se potesse avere basato il suo racconto su fonti persiane. Fra gli scettici, primeggiano Frances Wood (curatrice della sezione cinese della British Library) e David Selbourne (filosofo politico britannico, commentatore sociale e storico). In particolare Frances Wood fa notare che Marco dichiara di avere avuto una funzione governativa, ma i Polo non vengano menzionati da nessuna fonte documentale cinese; che nel Milione, oltre alla Muraglia cinese, manchino le usanze cinesi più comuni: la tradizione del tè, il sistema di scrittura verticale, l’invenzione della stampa, la porcellana, l’uso delle bacchette per mangiare o i piedi fasciati delle donne. Inoltre, poiché i nomi delle località non sarebbero quelli utilizzati in cinese o mongolo, come ci si aspetterebbe, ma in persiano, questo indicherebbe che Marco Polo non aveva mai imparato il cinese. Il fatto che Marco Polo possa non avere mai imparato il cinese sarebbe stato avallato dal sinologo tedesco Wolfgang Franke e da Daniele Petrella, archeologo dell’università di Napoli, secondo cui Polo avrebbe utilizzato fonti persiane per redigere il suo testo, trascorrendo alcuni anni all'interno delle comunità turche e persiane presenti nella zona. Infine, Frances Wood sottolinea alcuni particolari del Milione in cui i dettagli storici non corrispondono: le arcate del ponte oggi denominato "Marco Polo" erano 11 e non, come ricordava Marco Polo, 24; il viaggio di ritorno in Persia menziona una principessa mongola di nome Kökechin, di cui però non c'è traccia nei documenti della dinastia Yuan.
Fra gli interventi scientifici più rilevanti per ristabilire l'attendibilità del Milione vanno citati: uno studio dei cinesi Yang Chih-chiu e Ho Yung-Chi del 1945, Francis Woodman Cleaves, che nel 1976 confronta delle fonti cinesi con fonti persiane, poi di nuovo uno studio del solo Yang Chih-chiu del 1985, considerato come la prova definitiva della presenza di Marco Polo in Cina. In risposta agli interrogativi di Frances Wood, sono intervenuti il danese Jørgen Jensen, il filologo Igor de Rachewiltz (Università di Canberra), lo storico economico Ugo Tucci (Università di Venezia) e il sinologo Lionello Lanciotti (Università di Venezia). A questi si sono associati lo storico inglese Stephen G. Haw, il filologo francese Philippe Ménard (Università di Parigi-Sorbonne Paris IV), che ha sottolineato come le conoscenze geopolitiche mostrate da Marco Polo siano troppo peculiari per risultare menzognere, e più di recente il sinologo tedesco Hans Ulrich Vogel dell'Università di Tubinga, autore di un monumentale volume che per la prima volta confronta le affermazioni di Marco Polo con fonti europee, persiane e cinesi.
In particolare Chih-chiu e Young-Chi, nel loro articolo del 1945, riferiscono di avere scoperto alcuni documenti storici dell'epoca Yuan, in cui si riferisce di un'ambasceria mongola in Persia che includeva tre ambasciatori, Oulatay, Apusca e Coja. Non si menziona invece la principessa. Gli studiosi hanno confrontato questa informazione con il resoconto di uno storico persiano coevo di Marco Polo, Rashid al-Din Hamadani: Hamadani parla di un'ambasceria arrivata in Persia dalla Mongolia, e menziona un ambasciatore di nome Coja nonché una principessa mongola, pur senza precisarne il nome. Questo coincide con l'affermazione di Marco, secondo cui di seicento persone che componevano l'equipaggio iniziale arrivarono a destinazione in diciotto, e in particolare "Di tre ambasciatori di Argon si salvò uno solo, quello chiamato Cogia". Secondo gli studiosi cinesi, il fatto che Marco Polo non sia menzionato nella fonte cinese né in quella persiana non è strano, dato che nella fonte cinese non è citata nemmeno la principessa. Questa omissione, secondo loro, si giustifica con la relativa poca importanza attribuita a Marco Polo, che verosimilmente faceva parte della scorta, e con la delicatezza della missione diplomatica che riguardava una principessa reale. Quello che conta veramente, secondo gli autori della ricerca, è che la versione di Marco Polo permette di riconciliare le due fonti, fornendo un'informazione che non avrebbe potuto conoscere altrimenti che trovandosi sul luogo di persona.
Un altro particolare interessante è menzionato dal danese Jørgen Jensen: il fisico e astrologo padovano Pietro D'Abano (1250-1316) riporta nel suo Conciliator Differentiarum una conversazione da lui avuta con Marco Polo, in cui questo aveva disegnato una stella "a forma di sacco" (ut sacco) con una lunga coda (magna habens caudam) da lui vista durante uno dei suoi viaggi nel mare d'Indonesia. Gli astronomi sono concordi che in Europa non c'era stato nessun avvistamento particolare di stelle alla fine del 1300 e che però una cometa era stata avvistata in Cina e in Indonesia nel 1293. Altri diversi dettagli astronomici forniti da Marco a D'Abano si possono spiegare secondo Jensen solo ammettendo che Marco sia stato effettivamente in Cina. Cosa più interessante, né la cometa né i dettagli astronomici sono menzionati nel Milione.
Igor de Rachewiltz critica aspramente il volume di Frances Wood e risponde a vario titolo su molti punti. Argomenta fra le altre cose che la mancanza di riscontri scritti sul nome dei Polo negli archivi cinesi è molto probabilmente dovuta al fatto che i tre europei erano considerati come del tutto insignificanti dal governo locale, anche se loro tendevano a pensare il contrario. Analogamente, Marco Polo era molto probabilmente indifferente alle particolarità della cultura cinese, in quanto all'epoca del suo viaggio i Cinesi erano dominati dai Mongoli e quindi componevano uno degli strati sociali più bassi, per cui non valeva la pena né di informarsi sulla loro cultura, né sulla loro lingua. Quindi non è affatto strano che Marco comunicasse in persiano, la "lingua franca" della zona all'epoca. Più in generale, secondo Rachewiltz, le omissioni che Wood imputa a Marco Polo sono dovute al fatto che determinate località oppure usi e costumi non erano così importanti all'epoca di Marco quanto lo siano state dopo: la Grande Muraglia per esempio non era ancora stata completata.
Lo storico inglese Stephen G. Haw sottolinea che molte critiche rivolte al "Milione" sono iniziate nel 1600 e sono anacronistiche, mentre il racconto di Marco Polo ha la caratteristica di essere notevolmente accurato. "Se Marco era un bugiardo, era un bugiardo meticoloso al limite del plausibile".
Di recente il sinologo tedesco Hans Ulrich Vogel ha pubblicato un volume in cui esamina dettagliatamente le descrizioni che Marco Polo fornisce delle valute, della produzione di sale, della circolazione della moneta. Vogel ha osservato che nessun'altra fonte occidentale, araba o persiana ha fornito dettagli così accurati e unici sulle valute cinesi, ad esempio la forma e le dimensioni della carta, l'uso dei sigilli, i vari tagli di carta moneta e le variazioni nell'uso della moneta nelle diverse regioni della Cina, come l'uso di conchiglie di cipree nello Yunnan. Anche i suoi resoconti sulla produzione del sale e sui ricavi del monopolio del sale sono accurati e sono in accordo con i documenti cinesi dell'era Yuan. Per esempio, il resoconto che Marco fa nel capitolo 95 della preparazione della carta moneta è notevolmente preciso e meticoloso. Tutti questi dettagli sono stati suffragati da documenti e reperti archeologici ritrovati molto tempo dopo il rientro di Marco a Venezia: egli dunque non poteva avere avuto accesso a queste informazioni da fonti coeve.
"Come il Gran Khan fa usare della carta come moneta"»
(Le devisement dou monde, XCV, ed. Mario Eusebi)
Il volume di Vogel del 2013 ha il pregio di riunire per la prima volta fonti occidentali e cinesi. Lo storico dell'economia Mark Elvin, nella prefazione alla monografia di Vogel, conclude che il testo "dimostra con esempi specifici, la probabilità, in ultima analisi, di un'ampia autenticità" del resoconto di Polo. Mark Elvin conclude che il libro è, "in sostanza, autentico e, se usato con cura, in termini generali da considerare come un testimone serio anche se ovviamente non sempre definitivo".

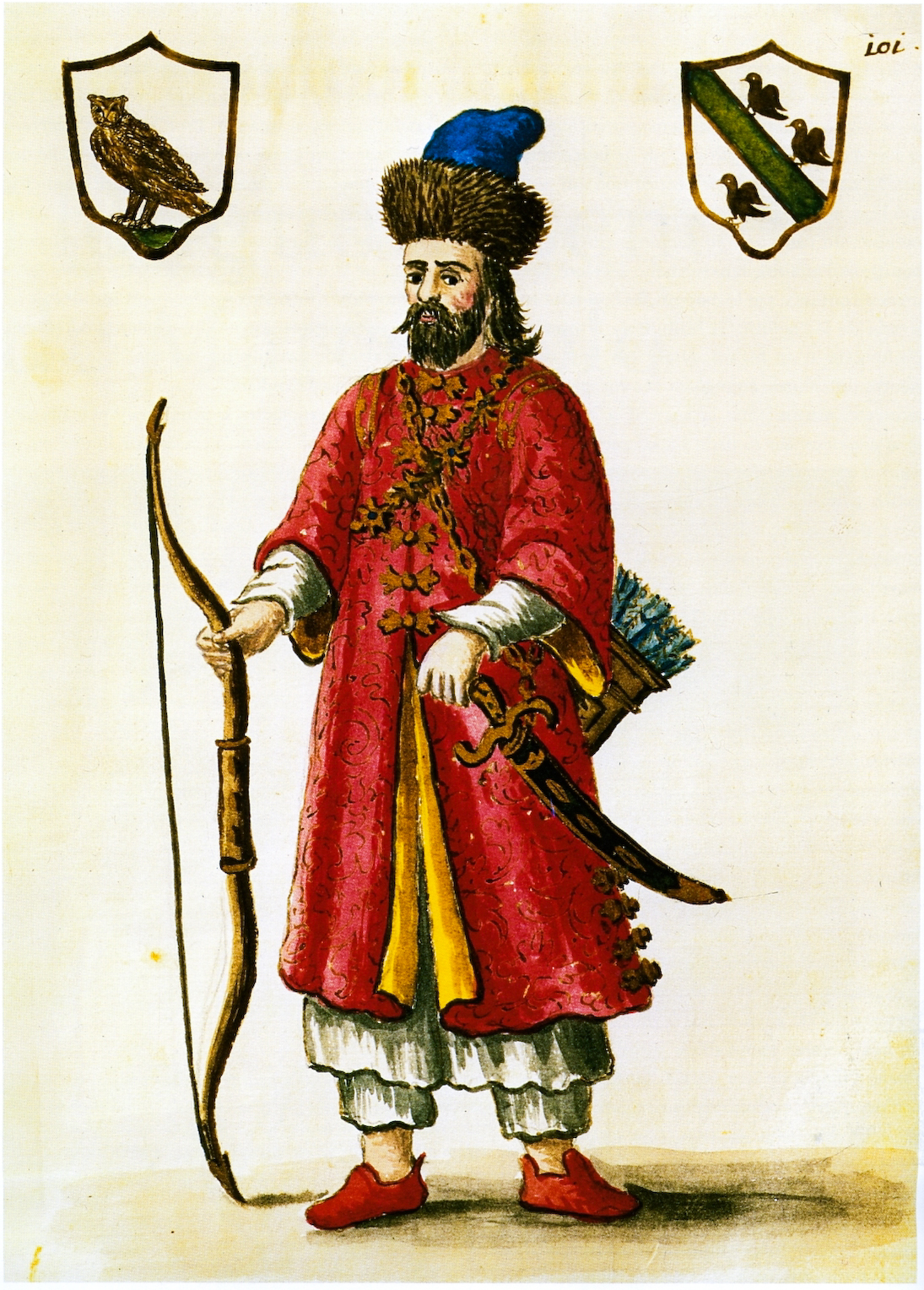
Marco Polo in costume tartaro (XVIII secolo)

### Ruolo di Marco Polo in Cina
Nel Milione, Polo sostiene di essere stato un amico intimo e consigliere di Kublai Khan. Inoltre, si è letto che è stato "il governatore" della città di Yangui o Yangiu (odierna Yangzhou) e poi di Chinsai (odierna Hangzhou).
(Le devisement dou monde, CXLII, ed. Mario Eusebi, p. 162)
Questa affermazione ha suscitato molte controversie.
Il sinologo francese Paul Pelliot ipotizzò che Polo avrebbe potuto servire come ufficiale del monopolio governativo del sale a Yangzhou: questa era una posizione di una certa importanza.
Lo storico britannico David O. Morgan, esperto in storia dei Mongoli, pensava che Marco Polo fosse con ogni probabilità vissuto in Cina, ma che avesse esagerato o mentito sul suo status in Cina, mentre Ronald Latham credeva che tali esagerazioni fossero abbellimenti inseriti da Rustichello da Pisa. L'argomento a favore di questa tesi è che nessuna fonte dell'epoca lo menziona come amico dell'imperatore o come governatore di Yangzhou - anzi nessuna fonte cinese menziona Marco Polo.
Negli anni 1960 il tedesco Herbert Franke notava che tutte le occorrenze di Po-lo o Bolod (parola altaica che significa "acciaio") nei testi Yuan erano nomi di persone di estrazione mongola o turca.
Lo storico e sinologo Stephen G. Haw, contesta l'idea che Polo abbia esagerato la propria importanza, scrivendo che, «contrariamente a quanto è stato spesso detto… Marco non rivendica alcuna posizione molto altolocata nell'impero Yuan.» Egli sottolinea che Marco non ha mai affermato di essere un ministro di alto rango, un darughachi, il capo di un tumen (cioè 10000 uomini), nemmeno il capo di 1000 uomini, ma solo che era un emissario per il khan e aveva ricoperto una posizione d'onore. Haw vede questo come una ragionevole pretesa se Marco era un kheshig: all'epoca i kheshig erano circa quattordicimila uomini. Haw spiega come i primi manoscritti del Milione forniscano informazioni contraddittorie sul suo ruolo a Yangzhou, alcuni affermando che era solo un semplice residente, altri affermando che era un governatore, mentre il manoscritto di Ramusio afferma che stava semplicemente tenendo quella carica come sostituto temporaneo per qualcun altro, ma tutti i manoscritti concordano sul fatto che egli abbia lavorato come stimato emissario per il khan. Haw si oppose anche all'approccio impiegato da molti studiosi per trovare la menzione di Marco Polo nei testi cinesi, sostenendo che gli europei contemporanei avevano poca considerazione per l'uso dei cognomi, e una trascrizione cinese diretta del nome "Marco" ignora la possibilità che egli abbia assunto un nome cinese o addirittura mongolo che non avesse alcuna attinenza o somiglianza con il suo nome latino.
Tuttavia, esiste documentazione nello Yuanshi, "Cronache della dinastia Yuan", riguardante un certo Boluo, cortigiano dell'imperatore, che venne fatto arrestare nel 1274 da un dignitario imperiale di nome Saman: l'accusa era quella di avere camminato dallo stesso lato della strada di una cortigiana, contravvenendo all'ordine che ingiungeva a uomini e donne di camminare su lati opposti della strada. Lo studioso cinese Peng Hai in un volume del 2010 ha identificato questo Boluo con Marco Polo. Boluo fu liberato su richiesta dell'imperatore in persona, e venne poi trasferito nella regione di Ningxia, nel nord-est dell'attuale Cina, nella primavera del 1275. La data potrebbe corrispondere alla prima missione di cui parla Marco al cap. 15.
Può sembrare inverosimile che uno straniero potesse raggiungere una posizione di un certo rilievo nell'Impero mongolo, ma alcuni documenti provano che Marco non era né il primo né l'unico. Nel cap. 62 del Milione, Marco cita un funzionario di nome "Mar Sarchis" (scritto "Marsarchis" o "Masarchim" in alcuni manoscritti), un cristiano nestoriano, e afferma che era stato "signore" per il Khan della città di "Cinghiafu" (Zhenjiang) per tre anni, e che in questo periodo aveva fondato due chiese cristiane. L'identità di questo Mar Sarchis è stata per molto tempo un mistero. "Mar" è l'appellativo che nella Chiesa siriaca si dà ai vescovi e corrisponde al latino "Don", mentre "Sarchis" dovrebbe corrispondere a "Sergius". Questo funzionario è, effettivamente, menzionato nella gazzetta locale Zhishun Zhenjian zhi con il nome di "Ma Xuelijisi" e la qualifica di "generale di terza classe": nella gazzetta si afferma che Ma Xuelijisi aveva lavorato per tre anni come "assistente supervisore" nella provincia di Zhenjiang e che durante questo periodo aveva fondato due chiese cristiane. La provincia di Zhenjiang è confinante con quella di Yangzhou in cui si trovava Marco.
In realtà, è un fatto ben documentato che il mongolo Kublai Khan si fidava più degli stranieri che dei sudditi cinesi negli affari interni.
Queste congetture sembrano avvalorate dal fatto che oltre al dignitario imperiale Saman (quello che aveva fatto arrestare il funzionario Boluo), i documenti parlano anche del fratello di questi, Xiangwei. Secondo le fonti, Saman morì poco dopo l'episodio, mentre Xiangwei viene trasferito a Yangzhou nel 1282-1283. Marco Polo nel Milione riferisce di essere stato spostato a Hangzhou l'anno dopo, nel 1284. Si è ipotizzato che questi spostamenti siano dovuti alla volontà di evitare ulteriori conflitti fra i due.
Un'altra affermazione controversa è la seguente: nel cap. 145, si sostiene che i tre Polo avrebbero fornito ai Mongoli consigli tecnici sulla costruzione di manganelle durante l'assedio di Saianfu (Xiangyang):
(Le devisement dou monde, CXLV, ed. Mario Eusebi, p. 163)
Quest'affermazione è stata messa in discussione, in quanto l'assedio era durato dal 1268 al 1273, ed era quindi terminato prima che Marco Polo fosse arrivato in Cina. L'esercito mongolo che assediò Xiangyang aveva ingegneri militari stranieri, ma sono stati menzionati in fonti cinesi come provenienti da Baghdad e avevano nomi arabi. Sempre Igor de Rachewiltz ricorda che l'affermazione secondo cui i tre Polo erano tutti presenti non si trova in tutti i manoscritti. È dunque possibile che la frase "et lor filz meser Marc" sia un'aggiunta successiva, e non è privo di logica il fatto che Niccolò e Matteo, prima di ripartire per l'Europa, abbiano fornito indicazioni tecniche e militari di qualche tipo al Gran Khan.
Lo storico dell'economia Mark Elvin, nella prefazione alla monografia di Vogel del 2013, sottolinea come molti problemi furono causati dal proliferare di manoscritti copiati a mano, significativamente diversi: per esempio si può dubitare del fatto che Marco Polo abbia esercitato una "autorità politica" (seignora) a Yangzhou o vi abbia semplicemente fatto un "soggiorno" (sejourna).

### Moglie tatara

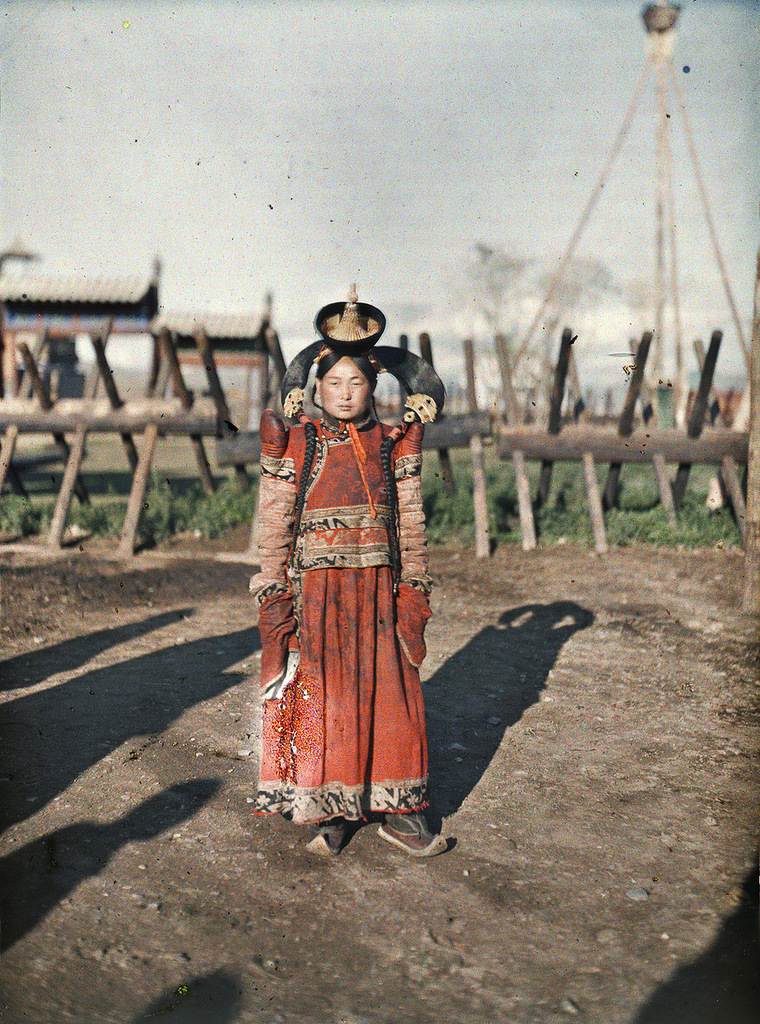
La donna mongola in foto porta un copricapo tradizionale che indica che è sposata e di rango nobile. Foto di Stéphane Passet (1913)

Una leggenda parla di un matrimonio che Marco Polo avrebbe contratto in Cina con una delle figlie dell'Imperatore, Hao Dong, la quale lo avrebbe seguito nel suo primo rientro a Venezia, nel 1295. Hao Dong avrebbe vissuto a Venezia fino alla notizia della cattura di Marco da parte dei Genovesi nel 1298, fatto questo che l'avrebbe spinta al suicidio. Di questa figura non c'è traccia scritta, né alcun reperto archeologico.
È vero però che alla morte di Marco Polo si fece un inventario dei suoi beni, fra cui compare "una zogia doro con piere et perle". Il gioiello poteva essere la "bochta", in mongolo bogtak, un copricapo che portavano le donne tatare sposate (di cui parla fra gli altri Guglielmo di Rubruck).
Poiché sembra improbabile che una donna sposata avesse fatto dono del proprio copricapo a Marco, i filologi hanno ipotizzato che durante il suo soggiorno in Catai, Marco si sia effettivamente sposato con una donna del posto. A rafforzare questa ipotesi è il cap. IV del Milione, in cui Marco spiega la lunga "procedura" con cui venivano selezionate le mogli e concubine dell'imperatore, reclutate presso la tribù degli "Ungrat" (Qongirat). Secondo Marco, le candidate che non superavano la "selezione" venivano fatte sposare ai baroni oppure imparavano a servire alla corte imperiale.
Nessun documento parla di questa moglie, ragion per cui è probabilmente deceduta prima che Marco rientrasse a Venezia.

## Influenza culturale

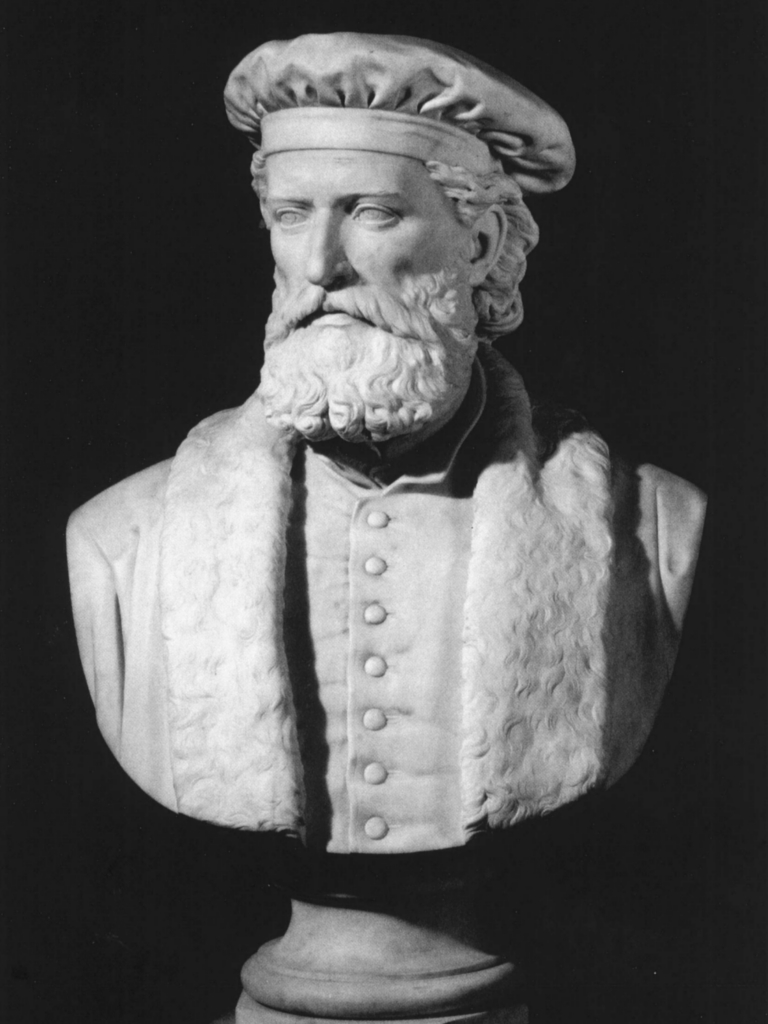
Busto di Marco Polo, opera di Augusto Gamba (1862-1863)

### Astronomia
Nel 1997 gli venne dedicato l'asteroide 29457 Marcopolo. Autore della scoperta e della intitolazione fu l'astronomo Vittorio Goretti.

### Cinema
- Marco Polo, film del 1962 diretto da Piero Pierotti e Hugo Fregonese, con Rory Calhoun.[109]
- Le meravigliose avventure di Marco Polo (Lo scacchiere di Dio) (La fabuleuse aventure de Marco Polo), film del 1965 diretto da Denys de La Patellière, con Horst Buchholz.
- L'inferno dei mongoli (Marco Polo) – film del 1975 con Gordon Liu.
- Marco Polo - La storia mai raccontata – film "a luci rosse" del 1994 diretto da Joe D'Amato e Luca Damiano.
- Marco Polo (The Incredible Adventures of Marco Polo) – film del 1998 diretto da George Erschbamer.
- Marco Polo - La verità oltre la leggenda – documentario di National Geographic del 2012.
- Cuccioli - Il codice di Marco Polo – film d'animazione del 2010 diretto da Sergio Manfio

### Televisione
- Marco Polo – quarto serial della prima stagione di Doctor Who, 1963.
- Le avventure di Marco Polo (anime televisivo giapponese) (1979).
- Marco Polo (1982, sceneggiato) kolossal di Giuliano Montaldo, il primo in collaborazione con la Cina dopo la guerra fredda, con Ken Marshall protagonista, Burt Lancaster, Leonard Nimoy, Mario Adorf.
- Marco Polo (2014-2016, serie televisiva).
- Marcopolo – rete televisiva del digitale terrestre.

### Musica
- Marco Polo - concept album di Flavio Giurato (1984).
- Marco Polo - canzone dell'album The Book of Secrets di Loreena McKennitt.
- Marco Polo - album dei Rondò Veneziano del 1997.
- Marco Polo - album di Nicola Alesini e Pier Luigi Andreoni - Materiali Sonori del 1994.
- Marco Polo volume II - album di Nicola Alesini e Pier Luigi Andreoni - Materiali Sonori del 1998.
- Marco Polo - citato nell'ultimo verso della canzone Asia di Francesco Guccini, contenuta nell'album L'isola non trovata.
- Marco Polo - citato nella terza strofa di Canzone per Laura di Roberto Vecchioni, contenuta nell'album Ipertensione.
- Marco Polo - canzone di Jovanotti presente come inedito nella raccolta Lorenzo 1990-1995.
- Il magico viaggio di Marco Polo - brano del 67º Zecchino d’Oro

### Videogiochi
- Uncharted 2: la trama di si basa sul mistero del viaggio di ritorno dalla Cina nel 1292;
- In Civilization Revolution del 2008 compare Marco Polo;[110]
- Negli Stati Uniti, il gioco "Marco Polo" è una sorta di mosca cieca giocato però in piscina.[111]

### Giochi da tavolo
- Sulle Tracce di Marco Polo - gioco da tavolo di Daniele Tascini e Simone Luciani, pubblicato nel 2015 da Hans im Gluck (da Giochi Uniti in Italia);
- Marco Polo II: agli ordini del Khan - gioco da tavolo di Daniele Tascini e Simone Luciani, pubblicato nel 2019 da Hans im Gluck (da Giochi Uniti in Italia).

### In Italia

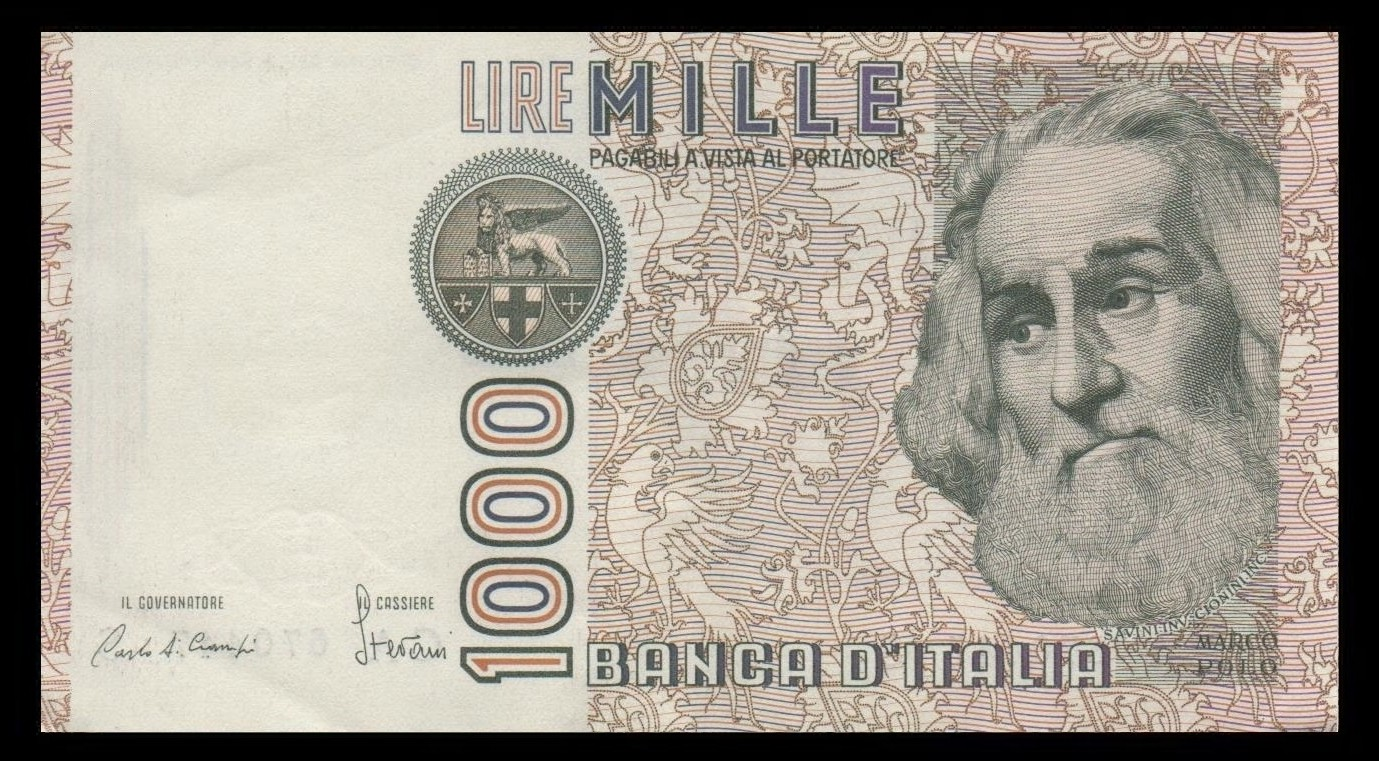
La banconota italiana da 1.000 lire, rilasciata dalla Zecca dello Stato nel 1982

Nel 1961 è stato inaugurato l'aeroporto di Venezia, intitolato a Marco Polo.
Dal 1982 Marco Polo è stato raffigurato sulla banconota da 1.000 lire italiane che hanno avuto corso legale fino al 1995.
A Marco Polo sono intitolate scuole, strade e piazze di molte città italiane.

### Fonti
- Livre qui est appelé le Divisiment dou monde, Fr.1116 (pubblicato per la prima volta da Roux de Rochelle nel volume della Società francese di geografia e perciò noto come il "Geografico"), XIII sec., Biblioteque nationale de France
- Le Livre de merveilles, Fr.2810, 1410-1412, Biblioteque nationale de France
- De consuetudinibus et conditionibus orientalium regionum Francesco Pipino da Bologna, Gerad Leeu, Anversa 1483
- Delle meravigliose cose del mondo, Impresso in Venetia, Giovan Battista Sessa, 1496. URL consultato il 9 aprile 2015.
- Delle navigationi et viaggi Vol. II Giovan Battista Ramusio, Giunti, Venezia 1559
- Giovanni Battista Ramusio, Dei viaggi di Messer Marco Polo, edizione critica digitale progettata e coordinata da Eugenio Burgio, Marina Buzzoni e Antonella Ghersetti, Edizioni Ca' Foscari.
- Il Milione di Marco Polo testo di lingua del secolo decimoterzo Vol. I, Vol. II Giovanni Baldelli Boni, Firenze, 1827.

### Studi
- Luigi Foscolo Benedetto, Il libro di Messer Marco Polo cittadino di Venezia detto Milione dove si raccontano le meraviglie del mondo / ricostruito criticamente e per la prima volta integralmente tradotto in lingua italiana da Luigi Foscolo Benedetto, Firenze, Olschki, 1928.
- (EN) Laurence Bergreen, Marco Polo: From Venice to Xanadu, Knopf Doubleday Publishing Group, 2007, ISBN 978-0-307-26769-6.
- Marco Polo, Il milione, Scrittori d'Italia 30, Bari, Laterza, 1928. URL consultato il 9 aprile 2015.
- (EN) Björn Landström, Columbus: the story of Don Cristóbal Colón, Admiral of the Ocean, New York, Macmillan, 1967, ISBN 978-1199148360.
- Alvise Zorzi, Vita di Marco Polo veneziano, Bompiani, 2000.
- (HR) Željana Puljiz-Šostik, Marco Polo i njegov Le Divisiment dou monde (Opis svijeta): fikcija i fakcija u književnoj historiografiji [Marco Polo e la sua Le Divisiment dou monde: realtà e finzione nella storia della letteratura], Zagreb, Faculty of Humanities and Social Sciences, University of Zagreb, 2015.
- Tiziana Plebani (a cura di), Il Testamento di Marco Polo. Il documento, la storia, il contesto, Milano, Unicopli, 2019.